# Рутки-Коссаки
Рутки-Коссаки (пол. Rutki Kossaki) — деревня в Польше, входит в состав Замбрувского повета Подляского воеводства.
Административный центр гмины Рутки. Находится примерно в 18 км к северо-востоку от города Замбрув. Рядом с деревней проходит европейский маршрут E67.
По данным переписи 2011 года, в деревне проживало 1337 человек. Есть католический костёл святой Анны (1568).
В конце XIX века село Рутки входило в состав Ломжинско уезда Ломжинской губернии. Согласно переписи 1897 года, в селе было 1005 жителей, среди них 545 евреев.